# Taubadel (Adelsgeschlecht)

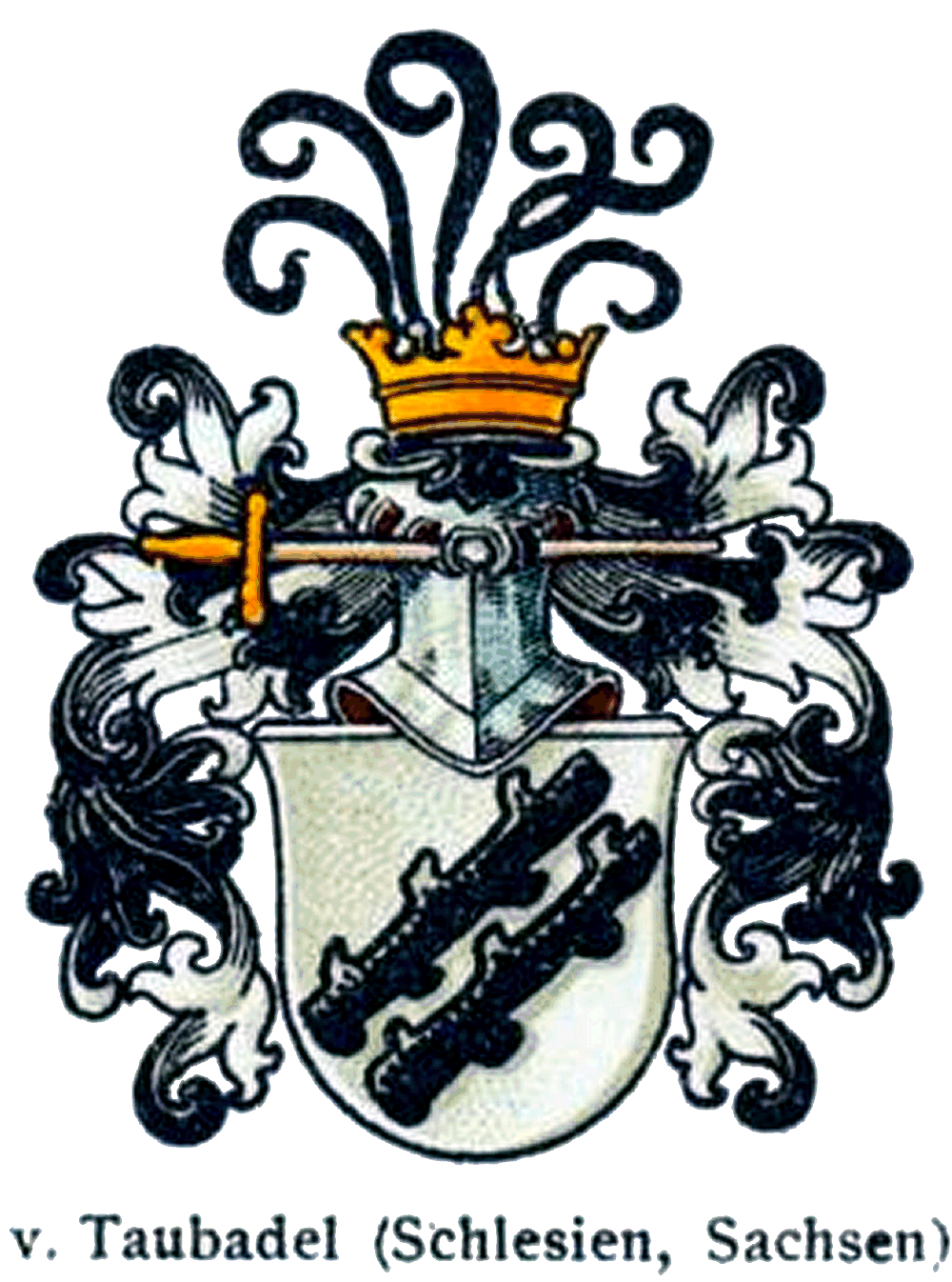
Stammwappen derer von Taubadel

Taubadel, historisch auch Taupadel, ist der Name eines erloschenen meißnischen Adelsgeschlechts.

## Geschichte
Als Ursprung des Geschlechts wird gemeinhin Böhmen angenommen. Inwieweit die Güter Taupadel bei Jena (Thüringen), Taupadel bei Nobitz (Altenburg) und Tupadel bei Czaslau (Böhmen) mit der Familie in Verbindung stehen, bleibt unklar. Mit dem Ritter Natzko Tupadel und Adelheidis Tupadel wurde die Familie am 29. April 1347 erstmals urkundlich genannt. Die ununterbrochene Stammreihe des Geschlechts beginnt mit Ramford von Taubadel († nach 1377), Herrn auf Fichtenberg. Durch Heirat des Hans Christoph von Taubadel († 1674) mit Ursula Marie von Braun († 1702) verpflanzte sich die Familie nach Schlesien. Mit dem preußischen Leutnant des 4. Husarenregiments und Erbherrn auf Roschkowitz bei Pitschen im Kreis Oppeln Wilhelm von Taubadel (1836–1871) ist die Familie im Mannesstamm erloschen.
Die Taubadel verfügten über einen umfangreichen, nachstehenden Gutsbesitz.
- Sachsen: Börtewitz, Fichtenberg, Krauschütz, Milbitz, Platschkau, Pommlitz, Ober und Klein Promnitz, Rohrsdorf, Schradenwalde, Skassa, Sohland, Weßnitz und Wiednitz
- Schlesien: Birkholz, Bukowine, Dankwitz, Goldschmiede, Gebline, Mittel Gutschdorf, Hulm, Johnasdorf, Jordansmühle, Kunern, Alt Karmunkau, Kertschütz, Krantz, Louisdorf, Märzdorf, Roschkowitz, Sagschütz, Schiroslawitz, Ober Schmardt, Schönwitz, Schriegwitz, Tschirnau, Woislawitz und Wüstung

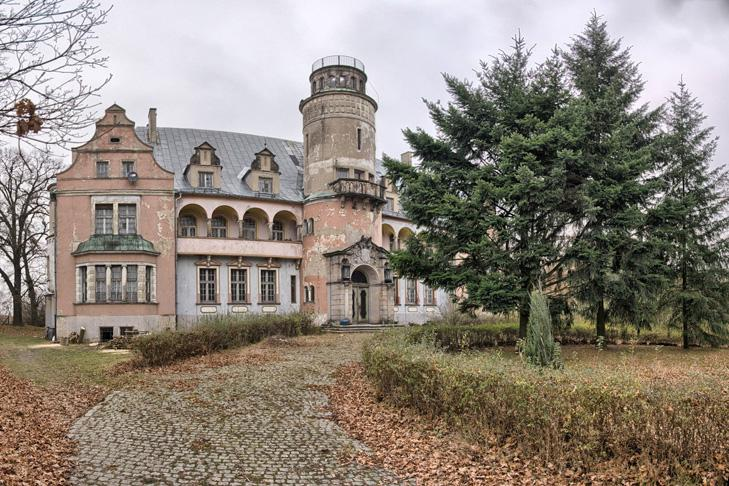
Schloss Roschkowitz

1897 erfolgte die preußische Namens- und Wappenvereinigung mit der ursprünglich aus Cramon bei Malchow in Mecklenburg stammenden Familie von Cramon für den Fideikommissherren auf Roschkowitz Bertram von Cramon (1869–1952) als von Cramon-Taubadel. Bertram war der Erbe seines Onkels mütterlicherseits, dem oben Genannten Wilhelm von Taubadel (1836–1871) auf Roschkowitz. Das im Neuen Palais in Potsdam überreichte Diplom war an den Besitz des Fideikommisses Roschkowitz geknüpft.

## Wappen
Das Wappen zeigt in Blau (Stammwappen in Silber) zwei schrägrechts nebeneinander liegende, gestümmelte schwarze Äste. Auf dem Helm, durch dessen Visier ein blankes Schwert gesteckt ist, mit schwarz-blauen (schwarz-silbernen) Decken ein Busch schwarzer Hahnenfedern.
Otto Titan von Hefner spricht bei solchen Fällen, wo bei alten Wappen entgegen der heraldischen Farbregel nicht Metall neben Farbe steht, von sogenannten „Rätselwappen“, die in ihrer Urform durchaus den Regeln entsprechend Metall neben Farbe gezeigt hätten, in späterer Zeit durch Missverständnisse aber verkehrt dargestellt und so weitergeführt wurden. So führt er für das Wappen derer von Taubadel eine Darstellung von 1480 an, bei der der Schild nicht blau, sondern regelkonform silbern ist.

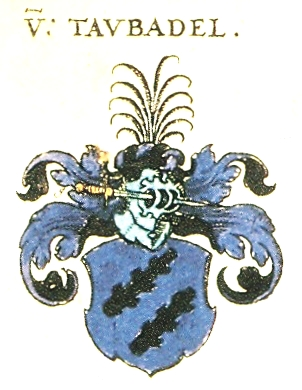
Wappen derer von Taubadel in Siebmachers Wappenbuch von 1605
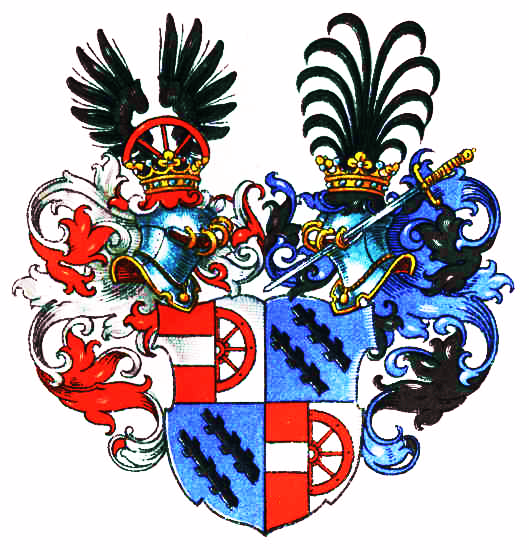
Wappen derer von Cramon-Taubadel

## Bekannte Familienangehörige
- George Christoph von Taubadel († nach 1643) schwedisch-weimarischer Generalmajor[6]
- Ernst Balthasar Siegmund von Taubadel (1724–1802), preußischer Generalmajor
- Ernst Gottlieb von Taubadel (1753–1821), 1800–1815 Landrat im Kreis Kreuzburg
- Ludwig von Taubadel (1786–1826), 1818–1826 Landrat im Kreis Kreuzburg
- Wilhelm von Taubadel (1796–1851), 1830–1841 Landrat im Kreis Rosenburg
- Viola von Cramon-Taubadel (* 1970), deutsche Politikerin (Bündnis 90/Die Grünen), 2009–2013 Mitglied des Bundestages, seit 2019 Abgeordnete im Europaparlament, angeheiratet